# Гриньківська сільська рада (Лановецький район)
Гринькі́вська сільська́ ра́да — адміністративно-територіальна одиниця та орган місцевого самоврядування в Лановецькому районі Тернопільської області. Адміністративний центр — село Гриньки.

## Загальні відомості
- Територія ради: 5,62 км²
- Населення ради: 1 394 особи (станом на 2001 рік)

## Населені пункти
Сільській раді були підпорядковані населені пункти:
- с. Гриньки
- с. Грибова
- с. Козачки

## Склад ради
Рада складалася з 15 депутатів та голови.
- Голова ради: Сливчук Світлана Василівна
- Секретар ради: Гуменюк Марія Степанівна

### Керівний склад попередніх скликань
| Прізвище, ім'я, по батькові | Основні відомості                                                                       | Дата обрання | Дата звільнення |
| --------------------------- | --------------------------------------------------------------------------------------- | ------------ | --------------- |
| Сливчук Світлана Василівна  | Сільський голова, 1966 року народження, освіта середня спеціальна, позапартійна         | 26.03.2006   | 31.10.2010      |
| Сливчук Світлана Василівна  | Сільський голова, 1966 року народження, освіта середня спеціальна, член Народної партії | 31.10.2010   |                 |

Примітка: таблиця складена за даними сайту Верховної Ради України

### Депутати
За результатами місцевих виборів 2010 року депутатами ради стали:

#### За суб'єктами висування
| Суб'єкт висування | Кількість обраних депутатів | %   |
| ----------------- | --------------------------- | --- |
| Самовисування     | 15                          | 100 |

#### За округами
| № округу | Прізвище, ім'я, по батькові      | Дата визнання обраним | Освіта             | Партійна приналежність                        | Відомості про обраного депутата                                         |
| -------- | -------------------------------- | --------------------- | ------------------ | --------------------------------------------- | ----------------------------------------------------------------------- |
| 1        | Шинкарук Ігор Володимирович      | 02.11.2010            | вища               | позапартійний                                 | Синівецька загальноосвітня школа, вчитель                               |
| 2        | Довгаль Анатолій Борисович       | 02.01.2011            | середня            | позапартійний                                 | приватний підприємець                                                   |
| 3        | Гуменюк Надія Володимирівна      | 02.11.2010            | середня спеціальна | позапартійна                                  | Відділ культури Лановецької РДА, зав.бібліотекою с. Козачки, с. Гриньки |
| 4        | Кравець Людмила Володимирівна    | 02.11.2010            | середня спеціальна | член Всеукраїнського об'єднання «Свобода»     | тимчасово не працює                                                     |
| 5        | Кравець Василь Анатолійович      | 02.11.2010            | середня спеціальна | член Всеукраїнського об'єднання «Свобода»     | тимчасово не працює                                                     |
| 6        | Зиско Святослав Павлович         | 02.11.2010            | середня спеціальна | позапартійний                                 | тимчасово не працює                                                     |
| 7        | Гуменюк Оксана Парфенівна        | 02.11.2010            | середня спеціальна | позапартійна                                  | Гриньківська сільська рада, архіваріус                                  |
| 8        | Гоменюк Марія Степанівна         | 02.01.2011            | середня            | член Народної партії                          | сільська рада, архіваріус                                               |
| 9        | Вівюрко Микола Володимирович     | 02.11.2010            | середня спеціальна | позапартійний                                 | тимчасово не працює                                                     |
| 10       | Василишин Ольга Антонівна        | 02.11.2010            | вища               | позапартійна                                  | Гриньківська сільська рада, бухгалтер                                   |
| 11       | Шпільман Валентина Анатоліївна   | 02.11.2010            | вища               | член Політичної партії «Наша Україна»         | Грибівська загальноосвітня школа, завідувачка                           |
| 12       | Романський Григорій Анатолійович | 02.11.2010            | середня            | позапартійний                                 | студент                                                                 |
| 13       | Данилюк Юлія Володимирівна       | 02.11.2010            | вища               | позапартійна                                  | ГрибівськийДНЗ, завідувачка                                             |
| 14       | Антонюк Юлія Пилипівна           | 02.11.2010            | середня спеціальна | член Всеукраїнського об'єднання «Батьківщина» | Лановецький ТЦООН                                                       |
| 15       | Петрук Олександр Миколайович     | 02.11.2010            | вища               | позапартійний                                 | Охоронна фірма, охоронець                                               |